# Gare de Budapest-Keleti
La gare de Budapest-Keleti (hongrois : Budapest-Keleti pályaudvar, prononcé [ˈbudɒpɛʃt ˈkɛlɛti ˈpaːjɒudvɒɾ]), ancienne gare centrale (Központi pályaudvar), est la plus grande gare ferroviaire de Budapest. Elle se situe dans le 8e arrondissement, sur Baross tér.
Mise en service en 1884, elle  permet à l'origine la desserte de l'est de la Hongrie, mais aussi de la Roumanie et des autres pays des Balkans, d'où son nom (kelet signifie « est » en hongrois). 
Gare de la  Magyar Államvasutak (MÁV), elle relie désormais Budapest à Kiev, Vienne, Prague, Bratislava, Košice (par Miskolc), Arad et Belgrade, constituant ainsi le nœud de réseau des principales liaisons internationales vers la Hongrie. À l'échelle de Budapest, la gare Keleti est un important point d'articulation du système de transport urbain. On y trouve la station Keleti pályaudvar des lignes M2 et M4 du métro de Budapest.

## Histoire
En 1867, lors du compromis austro-hongrois, Budapest compte cinq gares ferroviaires. 
En 1883, en raison de l'augmentation du trafic de voyageurs vers la capitale hongroise, la future gare Keleti est construite à la place des octrois de Kerepesi út, situés sur l'actuel Baross tér. La municipalité de Budapest décide alors d'aligner la façade de la grande halle sur la perspective de Rákóczi út. En raison de la configuration du site, cette décision contraint les constructeurs à prolonger les installations ferroviaires le long de Thököly út, ce qui complique aujourd'hui encore les manœuvres et la manutention. La gare est inaugurée le 15 août 1884.

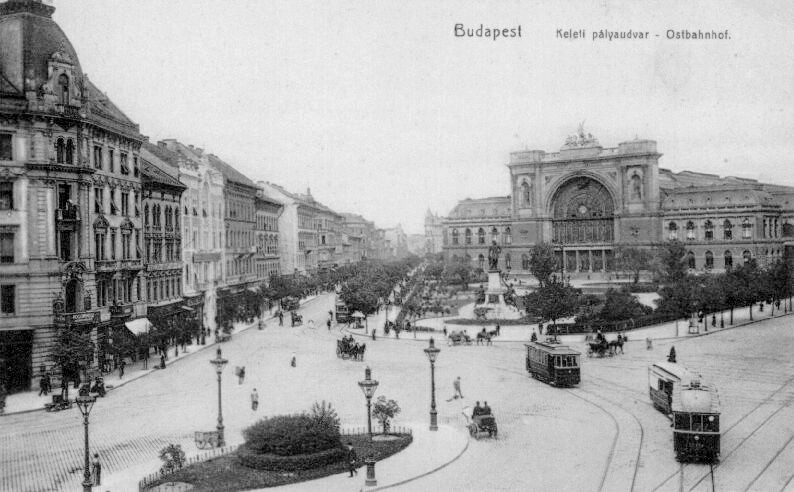
La gare vers 1900.

Dans les premières années, la gare Keleti est reliée par une double voie au reste du réseau national hongrois. À l'origine, la jonction se faisait via la gare de Józsefváros, située à quelques centaines de mètres au sud. La dégradation rapide des voies pousse les concepteurs à envisager un accès propre à la gare Keleti. Au fil des années, la gare est sans cesse remaniée et reconfigurée. L'emprise ferroviaire s'étend progressivement, s'équipe d'une rotonde, d'un atelier de réparation des trains, mais aussi d'une zone réservée au transport postal. Lors de la Première Guerre mondiale, la gare répond essentiellement aux besoins de l'armée, ce qui bloque les travaux d'agrandissement envisagés.
En 1926, la gare accueille seulement 72 trains par jour. Afin de lutter contre la baisse du trafic de voyageurs, des voitures sont ajoutées à chaque train pour en augmenter la longueur[pas clair]. En raison de la faible superficie du site d'implantation de la gare, les ingénieurs créent un nouveau système de correspondances afin de parer à l'augmentation du trafic. Les premières caténaires sont installés en 1931.
Après la Seconde Guerre mondiale, la gare Keleti est fortement endommagée par les bombardements successifs. En 1969, l'arrivée de la ligne M2 du métro de Budapest transforme le parvis de la gare en forum à ciel ouvert, permettant d'accéder aux passages souterrains.

## Service des voyageurs

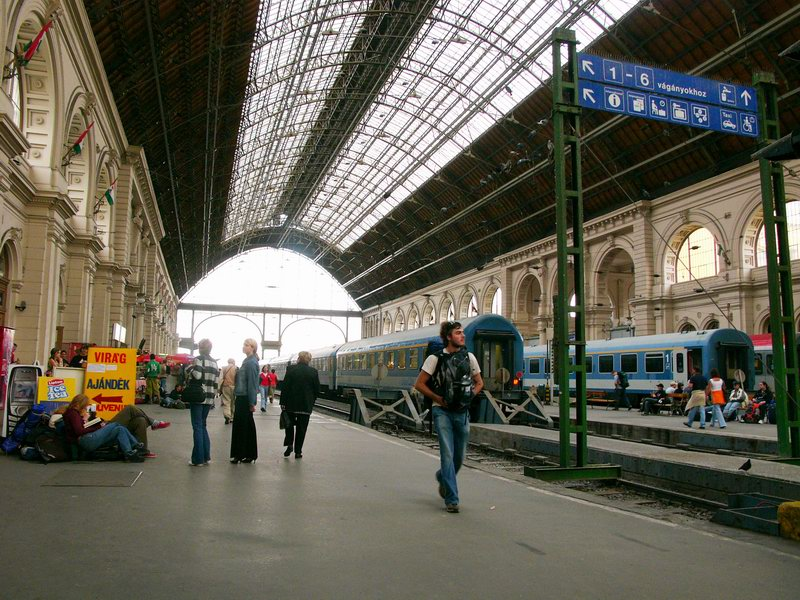
Quais

### Accueil
C'est une grande gare de la Magyar Államvasutak qui dispose de nombreux services, notamment salle d'attente et guichets.

### Desserte
Budapest-Keleti est une gare grandes lignes desservie par des trains, Railjet, EuroCity, EuroNight et Intercity, effectuant des relations avec notamment les villes de Prague, Vienne, Brno, Bratislava, Košice, Zagreb, Kiev et Arad.

### Intermodalité
La gare est desservie par la station Keleti pályaudvar sur la ligne M2 du métro de Budapest, et depuis 2014, sur la ligne M4 et par une station de la ligne 24 du réseau des tramways de Budapest.
Elle dispose également d'une desserte par de nombreux bus et trolleys en relations avec le centre-ville et la périphérie de la capitale. Bus urbains du réseau de bus BKV, lignes : 5, 7, 7E, 8E, 20E, 30, 30A, 108E, 110, 112, 133E, 178 et 230 ; et par des Trolleybus de Budapest, lignes 73, 76, 78, 79, 80 et 80A.

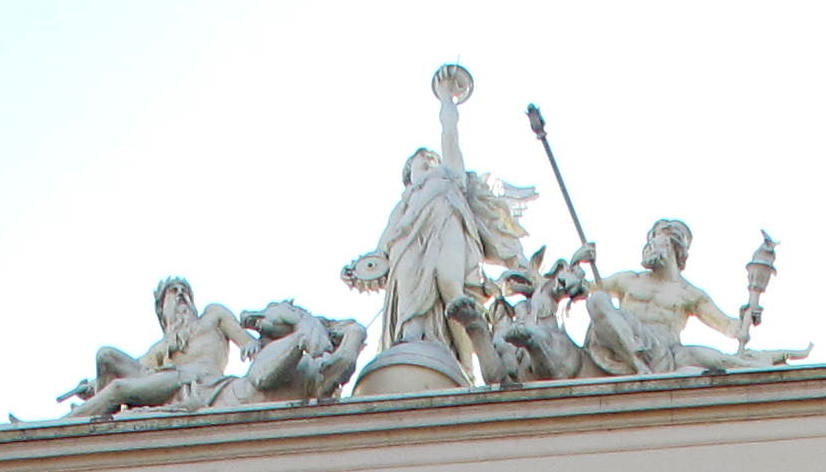
Groupe sculpté de Gyula Bezerédi.

## Architecture
Le bâtiment principal de la gare est construit entre 1881 et 1884 dans un style éclectique. Lors de sa construction, il s'agit d'une des gares les plus modernes d'Europe. L'accueil est conçu par   Gyula Rochlitz et la halle par János Feketeházy et Mór Than. À l'origine, il y avait cinq quais dans la halle principale. Il n'en reste plus que quatre après les travaux de 1980. Il existe quatre autres quais au nord et trois au sud.
La façade principale mesure 43 mètres de haut. Au milieu du frontispice se trouve un groupe sculpté allégorique, œuvre de Gyula Bezerédi (en) : entre Neptune (l'Eau) et Vulcain (le Feu), la naissance de la Vapeur, tenant un engrenage.
L'entrée est ornée de deux statues de James Watt et de George Stephenson, conçue par Alajos Stróbl et Ferenc Vasadi.

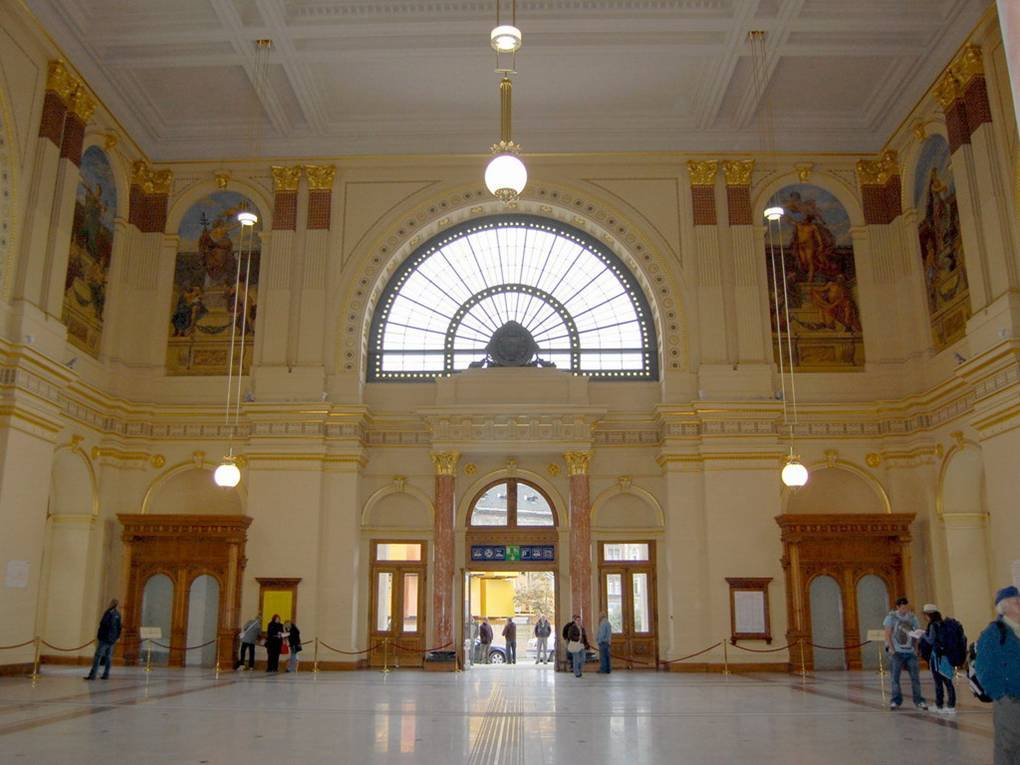
Le hall, l'entrée.
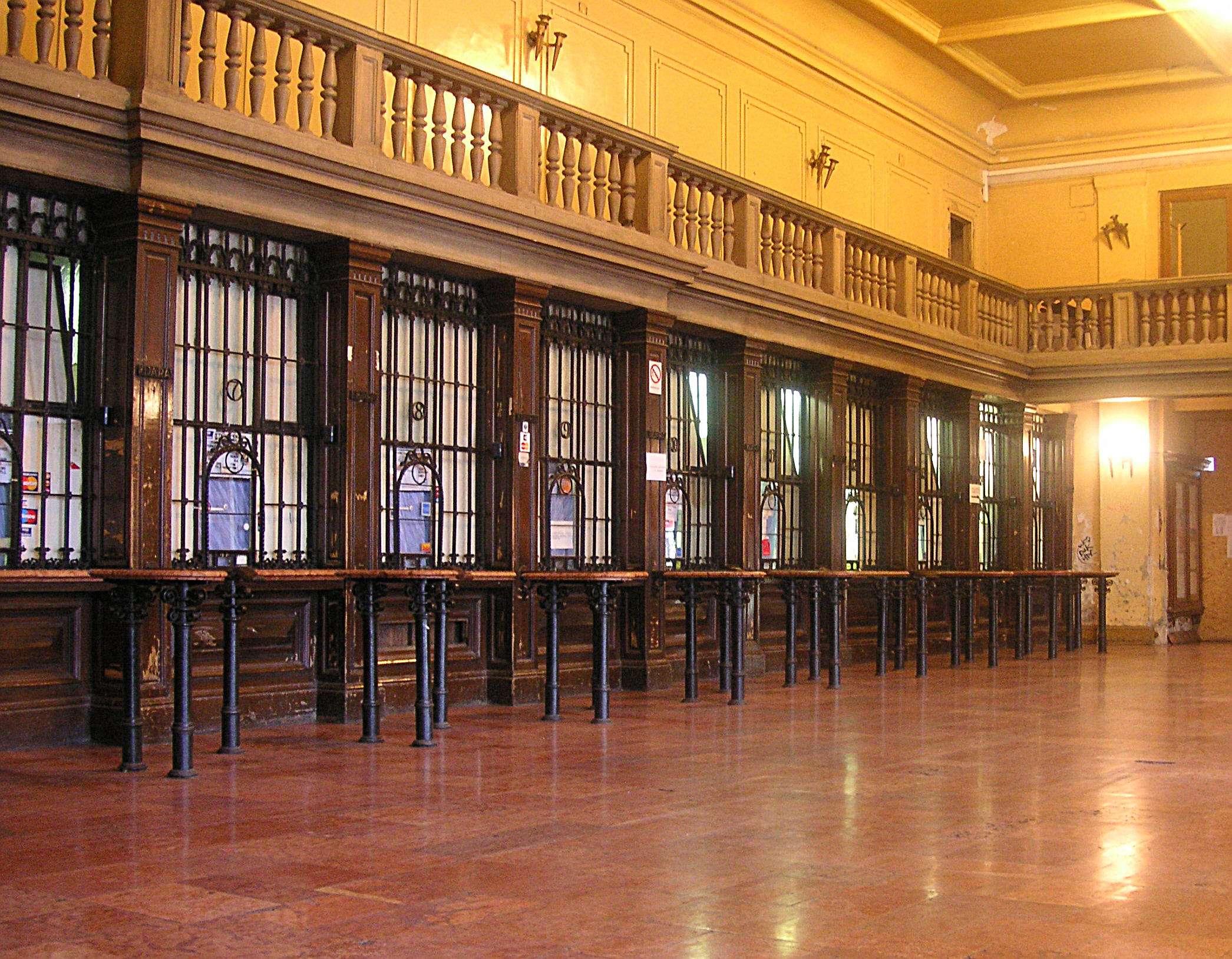
Guichets.
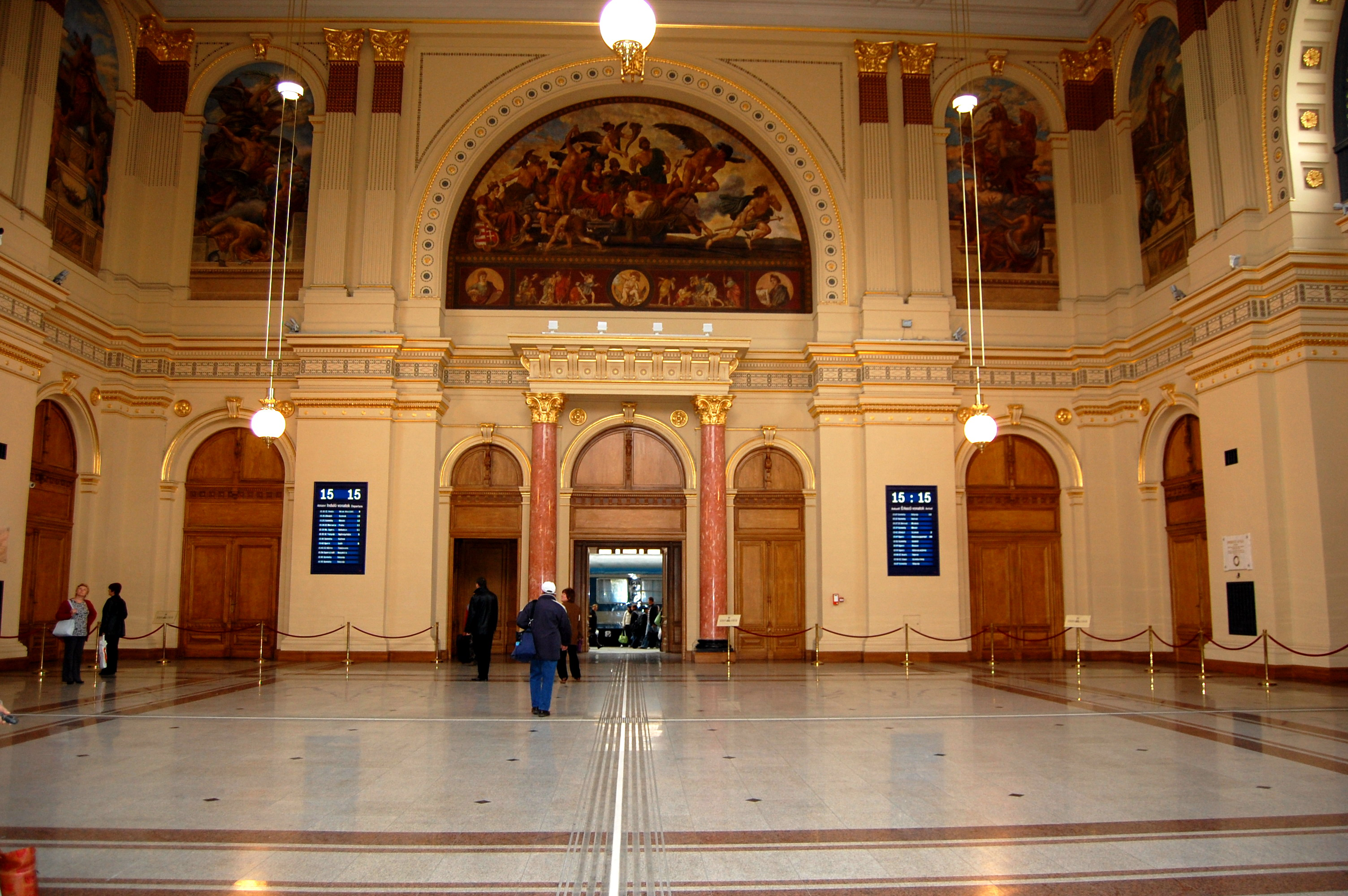
Le hall, l'accès aux quais.